# Collegio di Harrogate and Knaresborough
Harrogate and Knaresborough è un collegio elettorale inglese della Camera dei comuni del Parlamento del Regno Unito, situato nel North Yorkshire, nella regione delloYorkshire e Humber. Elegge un membro del Parlamento con il sistema maggioritario a turno unico. Il rappresentante del collegio dal 2024 è Tom Gordon, dei Liberal Democratici.

## Profilo
Il vecchio collegio di Harrogate era un'area a bassa disoccupazione, con una grande percentuale di pensionati e case dai prezzi elevati, ed era un seggio assicurato ai conservatori. Quando l'ex cancelliere Norman Lamont si candidò nel collegio di Harrogate and Knaresborough alle elezioni generali del 1997, in cui i laburisti vinsero a forte maggioranza, Harrogate tornò ai Liberal Democratici, finché Andrew Jones riconquistò il seggio per i conservatori alle elezioni generali del 2010.

## Estensione

Harrogate and Knaresborough dal 2010 al 2024

- 1997-2010: i ward del borgo di Harrogate di Bilton, Duchy, East Central, Granby, Harlow, Knaresborough East, Knaresborough West, New Park, Pannal, Starbeck, Wedderburn e West Central.
- 2010-2024: i ward del borgo di Harrogate di Bilton, Boroughbridge, Claro, Granby, Harlow Moor, High Harrogate, Hookstone, Killinghall, Knaresborough East, Knaresborough King James, Knaresborough Scriven Park, Low Harrogate, New Park, Pannal, Rossett, Saltergate, Starbeck, Stray e Woodfield.
- dal 2024: i ward del borgo di Harrogate di Bilton and Nidd Gorge; Bilton Grange and New Park; Boroughbridge and Claro; Coppice Valley and Duchy; Fairfax and Starbeck; Harlow and St Georges; High Harrogate and Kingsley; Killinghall, Hampsthwaite and Saltergate; Knaresborough East; Knaresborough West; Oatlands and Pannal; Stray, Woodlands and Hookstone e Valley Gardens and Central Harrogate.[2]

Come il nome suggerisce, il collegio è incentrato sulle città di Harrogate e Knaresborough, e nessuna parte del collegio si trova a più di 16 km da una o dall'altra.

## Membri del Parlamento
| Elezione | Elezione | Deputato     | Partito             |
| -------- | -------- | ------------ | ------------------- |
|          | 1997     | Phil Willis  | Liberal Democratici |
|          | 2010     | Andrew Jones | Conservatore        |
|          | 2024     | Tom Gordon   | Liberal Democratici |

## Risultati elettorali

### Elezioni negli anni 2020
| Partito                    | Partito                                         | Candidato                  | Risultati 4 luglio 2024 | Risultati 4 luglio 2024 |
| Partito                    | Partito                                         | Candidato                  | Voti                    | %                       |
| -------------------------- | ----------------------------------------------- | -------------------------- | ----------------------- | ----------------------- |
|                            | Lib Dem                                         | Tom Gordon                 | 23 976                  | 46,05                   |
|                            | Conservatore                                    | Andrew Jones               | 15 738                  | 30,23                   |
|                            | Reform UK                                       | John Swales                | 5 679                   | 10,91                   |
|                            | Laburista                                       | Conrad Whitcroft           | 4 153                   | 7,98                    |
|                            | Verdi                                           | Shan Oakes                 | 1 762                   | 3,38                    |
|                            | Indipendente                                    | Paul Haslam                | 620                     | 1,19                    |
|                            | Indipendente                                    | Stephen Douglas Metcalfe   | 136                     | 0,26                    |
|                            |                                                 |                            |                         |                         |
| Iscritti                   | Iscritti                                        | Iscritti                   | 77 970                  | 100,00                  |
| ↳ Votanti (% su iscritti)  | ↳ Votanti (% su iscritti)                       | ↳ Votanti (% su iscritti)  | 52 064                  | 66,77                   |
| ↳ Astenuti (% su iscritti) | ↳ Astenuti (% su iscritti)                      | ↳ Astenuti (% su iscritti) | 25 906                  | 33,23                   |
|                            |                                                 |                            |                         |                         |
|                            | Esito: collegio passa da Conservatore a Lib Dem |                            |                         |                         |

### Elezioni negli anni 2010
| Partito                    | Partito                                   | Candidato                  | Risultati 12 dicembre 2019 | Risultati 12 dicembre 2019 |
| Partito                    | Partito                                   | Candidato                  | Voti                       | %                          |
| -------------------------- | ----------------------------------------- | -------------------------- | -------------------------- | -------------------------- |
|                            | Conservatore                              | Andrew Jones               | 29 962                     | 52,63                      |
|                            | Lib Dem                                   | Judith Rogerson            | 20 287                     | 35,63                      |
|                            | Laburista                                 | Mark Sewards               | 5 480                      | 9,63                       |
|                            | Yorkshire                                 | Kieron George              | 1 204                      | 2,11                       |
|                            |                                           |                            |                            |                            |
| Iscritti                   | Iscritti                                  | Iscritti                   | 77 914                     | 100,00                     |
| ↳ Votanti (% su iscritti)  | ↳ Votanti (% su iscritti)                 | ↳ Votanti (% su iscritti)  | 56 937                     | 73,08                      |
| ↳ Astenuti (% su iscritti) | ↳ Astenuti (% su iscritti)                | ↳ Astenuti (% su iscritti) | 20 977                     | 26,92                      |
|                            |                                           |                            |                            |                            |
|                            | Esito: collegio confermato a Conservatore |                            |                            |                            |

| Partito                    | Partito                                   | Candidato                  | Risultati 8 giugno 2017 | Risultati 8 giugno 2017 |
| Partito                    | Partito                                   | Candidato                  | Voti                    | %                       |
| -------------------------- | ----------------------------------------- | -------------------------- | ----------------------- | ----------------------- |
|                            | Conservatore                              | Andrew Jones               | 31 477                  | 55,48                   |
|                            | Lib Dem                                   | Helen Flynn                | 13 309                  | 23,46                   |
|                            | Laburista                                 | Mark Sewards               | 11 395                  | 20,08                   |
|                            | Indipendente                              | Donald Fraser              | 559                     | 0,99                    |
|                            |                                           |                            |                         |                         |
| Iscritti                   | Iscritti                                  | Iscritti                   | 77 954                  | 100,00                  |
| ↳ Votanti (% su iscritti)  | ↳ Votanti (% su iscritti)                 | ↳ Votanti (% su iscritti)  | 56 907                  | 73,00                   |
| ↳ Astenuti (% su iscritti) | ↳ Astenuti (% su iscritti)                | ↳ Astenuti (% su iscritti) | 21 047                  | 27,00                   |
|                            |                                           |                            |                         |                         |
|                            | Esito: collegio confermato a Conservatore |                            |                         |                         |

| Partito                    | Partito                                   | Candidato                  | Risultati 7 maggio 2015 | Risultati 7 maggio 2015 |
| Partito                    | Partito                                   | Candidato                  | Voti                    | %                       |
| -------------------------- | ----------------------------------------- | -------------------------- | ----------------------- | ----------------------- |
|                            | Conservatore                              | Andrew Jones               | 28 153                  | 52,74                   |
|                            | Lib Dem                                   | Helen Flynn                | 11 782                  | 22,07                   |
|                            | UKIP                                      | David Simister             | 5 681                   | 10,64                   |
|                            | Laburista                                 | Jan Williams               | 5 409                   | 10,13                   |
|                            | Verdi                                     | Shan Oakes                 | 2 351                   | 4,40                    |
|                            |                                           |                            |                         |                         |
| Iscritti                   | Iscritti                                  | Iscritti                   | 77 356                  | 100,00                  |
| ↳ Votanti (% su iscritti)  | ↳ Votanti (% su iscritti)                 | ↳ Votanti (% su iscritti)  | 53 376                  | 69,00                   |
| ↳ Astenuti (% su iscritti) | ↳ Astenuti (% su iscritti)                | ↳ Astenuti (% su iscritti) | 23 980                  | 31,00                   |
|                            |                                           |                            |                         |                         |
|                            | Esito: collegio confermato a Conservatore |                            |                         |                         |

| Partito                    | Partito                                         | Candidato                  | Risultati 6 maggio 2010 | Risultati 6 maggio 2010 |
| Partito                    | Partito                                         | Candidato                  | Voti                    | %                       |
| -------------------------- | ----------------------------------------------- | -------------------------- | ----------------------- | ----------------------- |
|                            | Conservatore                                    | Andrew Jones               | 24 305                  | 45,74                   |
|                            | Lib Dem                                         | Claire Kelley              | 23 266                  | 43,79                   |
|                            | Laburista                                       | Kevin McNerney             | 3 413                   | 6,42                    |
|                            | BNP                                             | Steve Gill                 | 1 094                   | 2,06                    |
|                            | UKIP                                            | John Upex                  | 1 056                   | 1,99                    |
|                            |                                                 |                            |                         |                         |
| Iscritti                   | Iscritti                                        | Iscritti                   | 75 260                  | 100,00                  |
| ↳ Votanti (% su iscritti)  | ↳ Votanti (% su iscritti)                       | ↳ Votanti (% su iscritti)  | 53 134                  | 70,60                   |
| ↳ Astenuti (% su iscritti) | ↳ Astenuti (% su iscritti)                      | ↳ Astenuti (% su iscritti) | 22 126                  | 29,40                   |
|                            |                                                 |                            |                         |                         |
|                            | Esito: collegio passa da Lib Dem a Conservatore |                            |                         |                         |

### Elezioni negli anni 2000
| Partito                    | Partito                              | Candidato                  | Risultati 5 maggio 2005 | Risultati 5 maggio 2005 |
| Partito                    | Partito                              | Candidato                  | Voti                    | %                       |
| -------------------------- | ------------------------------------ | -------------------------- | ----------------------- | ----------------------- |
|                            | Lib Dem                              | Phil Willis                | 24 113                  | 56,26                   |
|                            | Conservatore                         | Maggie Punyer              | 13 684                  | 31,93                   |
|                            | Laburista                            | Lorraine Ferris            | 3 627                   | 8,46                    |
|                            | UKIP                                 | Chris Royston              | 845                     | 1,97                    |
|                            | BNP                                  | Colin Banner               | 466                     | 1,09                    |
|                            | Alliance For Change                  | John Allman                | 123                     | 0,29                    |
|                            |                                      |                            |                         |                         |
| Iscritti                   | Iscritti                             | Iscritti                   | 65 632                  | 100,00                  |
| ↳ Votanti (% su iscritti)  | ↳ Votanti (% su iscritti)            | ↳ Votanti (% su iscritti)  | 42 858                  | 65,30                   |
| ↳ Astenuti (% su iscritti) | ↳ Astenuti (% su iscritti)           | ↳ Astenuti (% su iscritti) | 22 774                  | 34,70                   |
|                            |                                      |                            |                         |                         |
|                            | Esito: collegio confermato a Lib Dem |                            |                         |                         |

| Partito                    | Partito                              | Candidato                  | Risultati 7 giugno 2001 | Risultati 7 giugno 2001 |
| Partito                    | Partito                              | Candidato                  | Voti                    | %                       |
| -------------------------- | ------------------------------------ | -------------------------- | ----------------------- | ----------------------- |
|                            | Lib Dem                              | Phil Willis                | 23 445                  | 55,58                   |
|                            | Conservatore                         | Andrew Jones               | 14 600                  | 34,61                   |
|                            | Laburista                            | Alastair MacDonald         | 3 101                   | 7,35                    |
|                            | UKIP                                 | Bill Brown                 | 761                     | 1,80                    |
|                            | ProLife Alliance                     | John Cornforth             | 272                     | 0,64                    |
|                            |                                      |                            |                         |                         |
| Iscritti                   | Iscritti                             | Iscritti                   | 65 292                  | 100,00                  |
| ↳ Votanti (% su iscritti)  | ↳ Votanti (% su iscritti)            | ↳ Votanti (% su iscritti)  | 42 179                  | 64,60                   |
| ↳ Astenuti (% su iscritti) | ↳ Astenuti (% su iscritti)           | ↳ Astenuti (% su iscritti) | 23 113                  | 35,40                   |
|                            |                                      |                            |                         |                         |
|                            | Esito: collegio confermato a Lib Dem |                            |                         |                         |

## Risultati dei referendum

### Referendum sulla permanenza del Regno Unito nell'Unione europea del 2016
|             | Collegio                    | Lasciare UE % | Rimanere in UE % |
| ----------- | --------------------------- | ------------- | ---------------- |
|             | Harrogate and Knaresborough | 47,2%         | 52,8%            |
|             | Inghilterra                 | 53,3%         | 46,7%            |
| Regno Unito | 51,9%                       | 48,1%         |                  |